# Syzygium corticosum
Syzygium corticosum är en myrtenväxtart som först beskrevs av João de Loureiro, och fick sitt nu gällande namn av Elmer Drew Merrill och Lily May Perry. Syzygium corticosum ingår i släktet Syzygium och familjen myrtenväxter.
Artens utbredningsområde är Vietnam. Inga underarter finns listade i Catalogue of Life.